# Kemi ortodoxa kyrka
Kemi ortodoxa kyrka, (finska: Kemin ortodoksinen kirkko) också kallad Johannes Döparens födelsekyrka, (Pyhän Johannes Kastajan syntymän kirkko) är en finsk-ortodox träkyrkobyggnad belägen vid Lehtokatu 31, i staden och kommunen Kemi i landskapet Lappland, i norra Finland, nära staden Torneå.
Kyrkan är helgad åt Johannes Döparens födelse och är en av de tre kyrkobyggnader som tillhör Uleåborgs ortodoxa församling.

## Historik
Kemi ortodoxa kyrka invigdes 1962, men ursprungligen som ett bönehus. Bönehuset byggdes senare om och invigdes som en kyrka någonstans under 1970-talet.
Kyrkan ritades av arkitekt Ilmari Ahonen.

## Inventarier
Ikonerna på ikonostasen målades av konstnären Nina Vanas från Kemi.

## Bilder

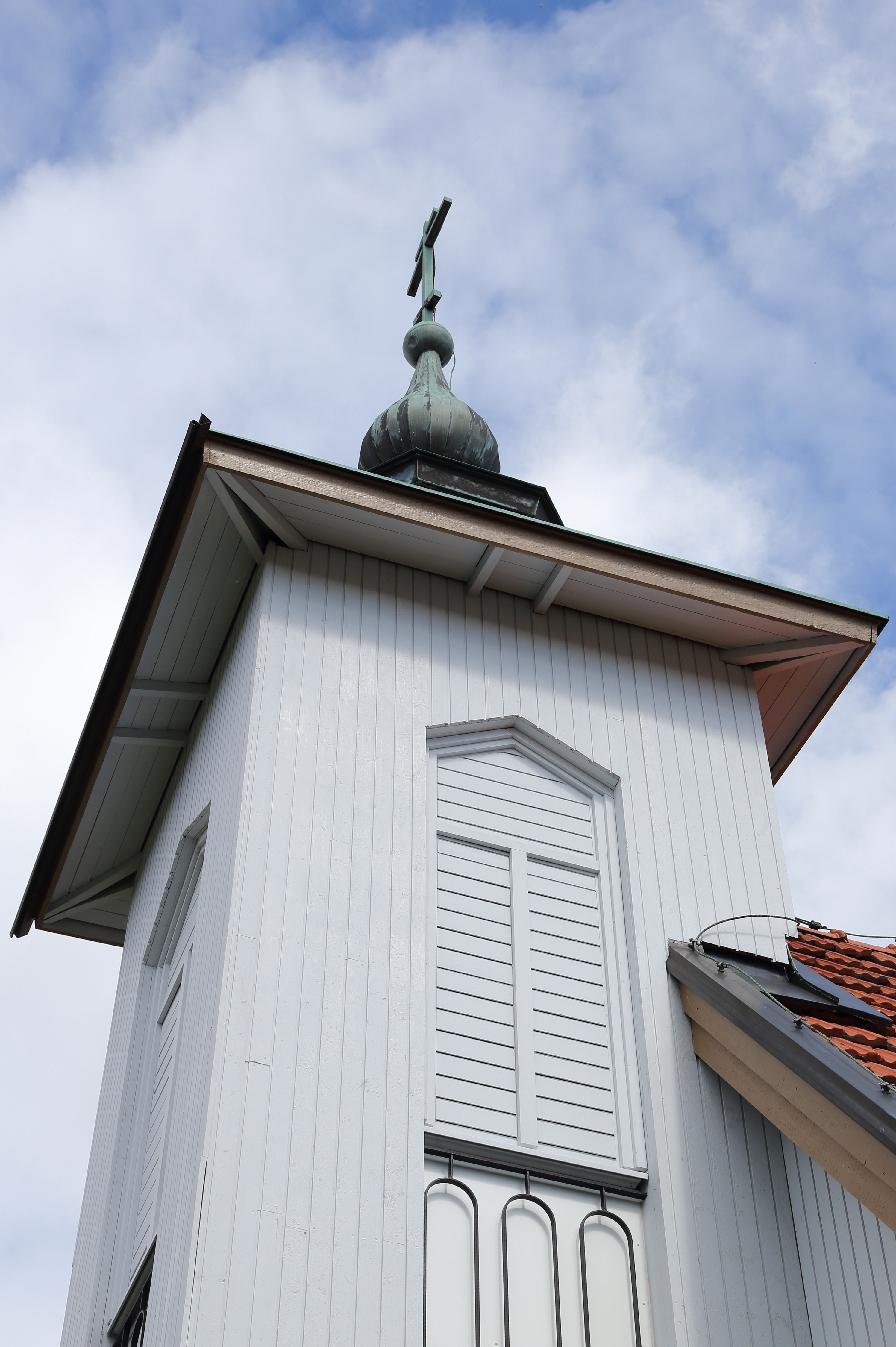
Närmare bild på klocktornet.
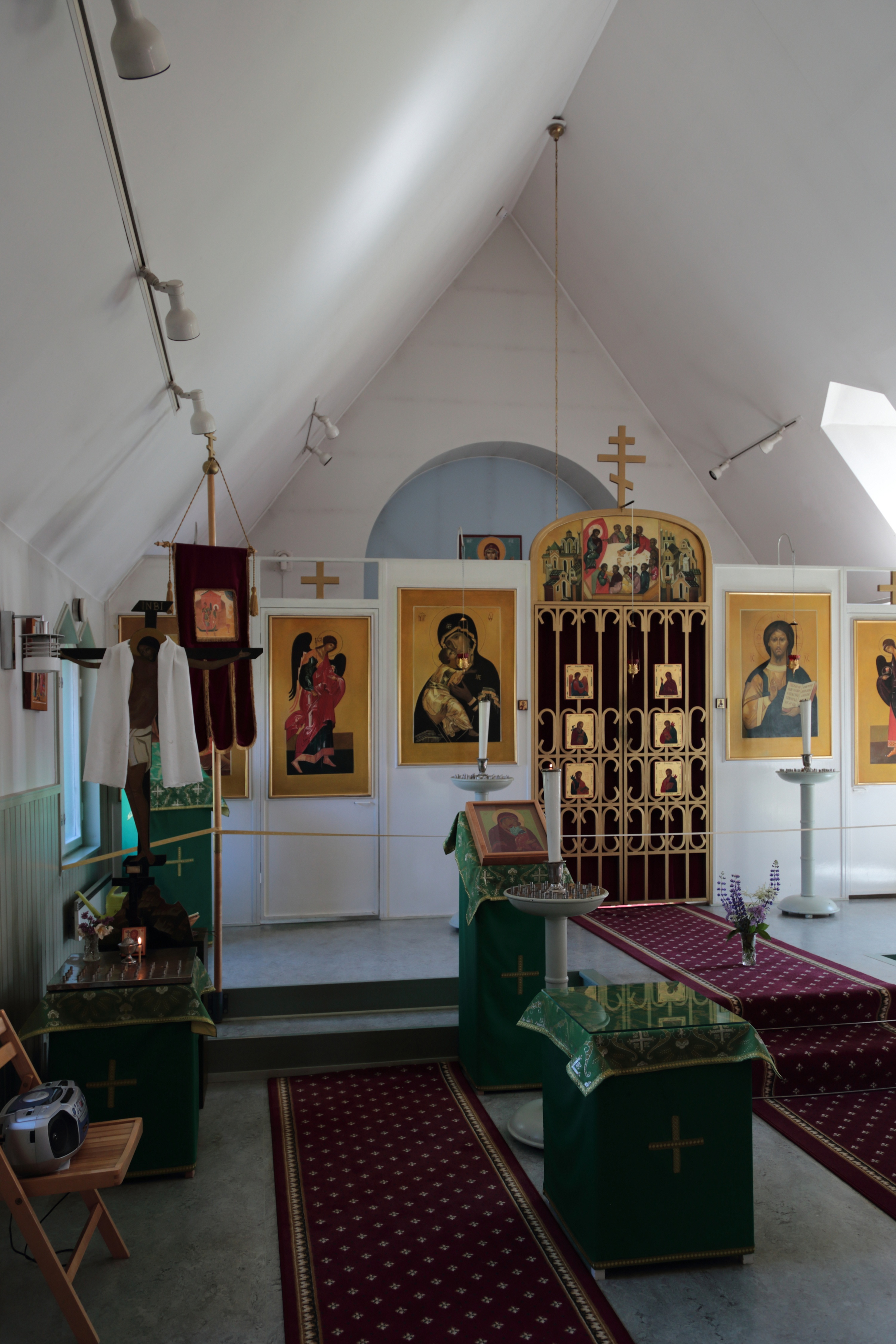
Kyrkans interiör mot ikonostasen.
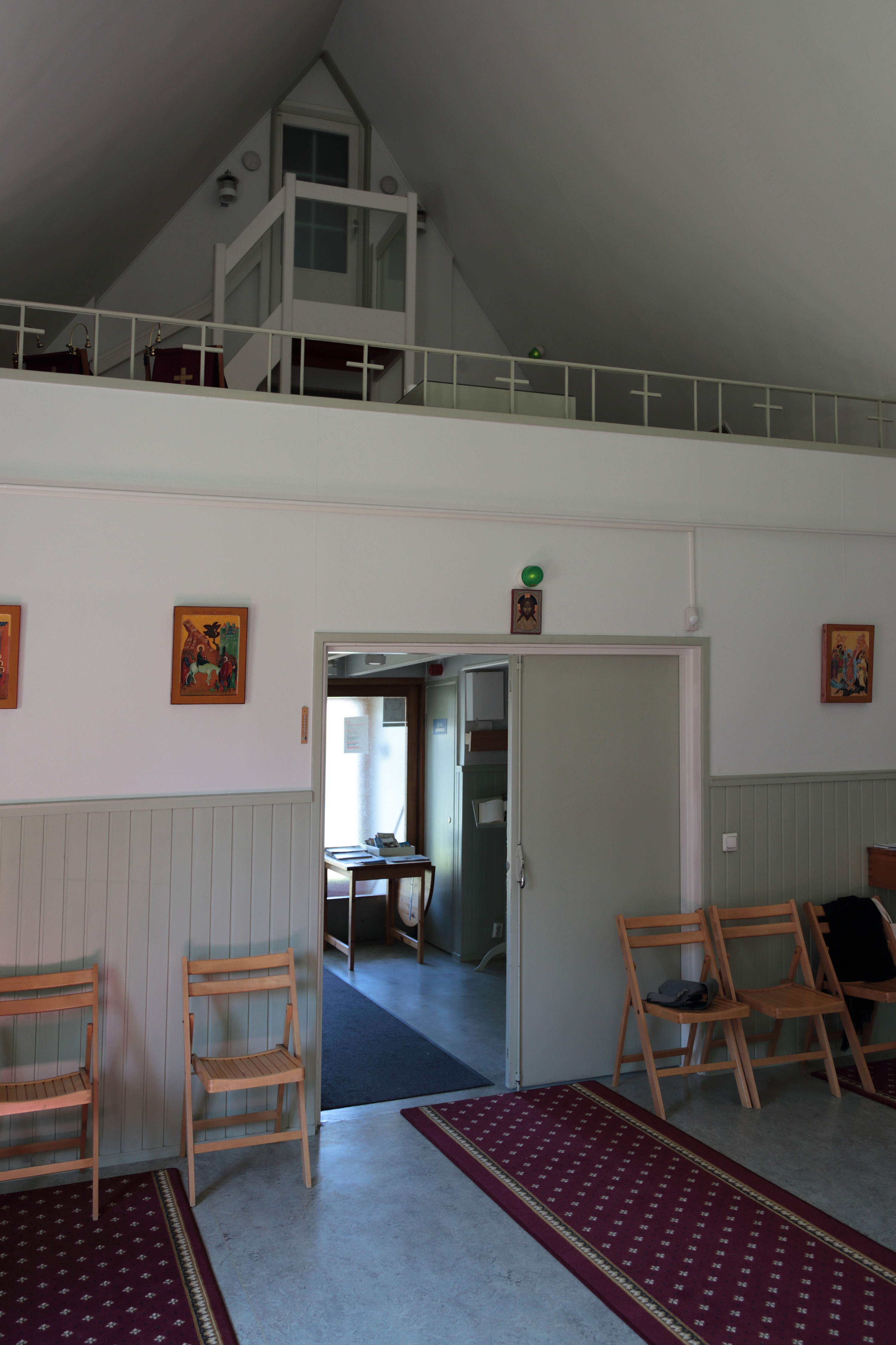
Interiören mot entrén.
Kemi ortodoxa kyrka i september 1961.

### Allmänna källor
- Kemin Ortodoksinen kirkko | Visit Kemi
- Pyhän Johannes Kastajan syntymän kirkko - Tiekirkot